# Município de Spencer (condado de Medina, Ohio)
O município de Spencer (em inglês: Spencer Township) é um município localizado no condado de Medina no estado estadounidense de Ohio. No ano de 2010 tinha uma população de 1.942 habitantes e uma densidade populacional de 30,94 pessoas por km².

## Geografia
O município de Spencer encontra-se localizado nas coordenadas 41° 06′ 57″ N, 82° 06′ 07″ O. Segundo o Departamento do Censo dos Estados Unidos, o município tem uma superfície total de 62.77 km², da qual 62,34 km² correspondem a terra firme e (0,68 %) 0,43 km² é água.

## Demografia
Segundo o censo de 2010, tinha 1.942 habitantes residindo no município de Spencer. A densidade populacional era de 30,94 hab./km². Dos 1.942 habitantes, o município de Spencer estava composto pelo 98,09 % brancos, o 0,05 % eram afroamericanos, o 0,51 % eram amerindios, o 0,15 % eram asiáticos, o 0,26 % eram de outras raças e o 0,93 % eram de uma mistura de raças. Do total da população o 0,72 % eram hispanos ou latinos de qualquer raça.